# Degrassi: The Next Generation (7.ª temporada)
A sétima temporada de Degrassi: The Next Generation começou a ser exibida no Canadá em 14 de janeiro de 2008, concluída em 23 de junho de 2008, e consiste em vinte e quatro episódios. Degrassi: The Next Generation é uma série de televisão dramática canadense. Esta temporada acontece durante o segundo semestre do ano letivo que começou na sexta temporada e continua a representar a vida de um grupo de alunos do ensino médio, juniores, seniores e calouros universitários enquanto lidam com alguns dos desafios e problemas enfrentados pelos jovens adultos. , como estupro, violência escolar, câncer, uso de drogas, prostituição, má conduta sexual, racismo, sexismo, paternidade, HIV e relacionamentos.
A sétima temporada foi ao ar às segundas-feiras às 19h30 (19:00 em Quebec) na CTV, uma rede de televisão terrestre canadense. Nos Estados Unidos, foi ao ar às sextas-feiras às 20h00 no The N, uma rede de cabo digital destinada a adolescentes e jovens adultos. A sétima temporada estreou nos EUA três meses antes de começar a transmitir no Canadá, em 5 de outubro de 2007. No total, dezesseis episódios foram ao ar nos EUA antes do Canadá. Além de ser transmitido na televisão, os episódios foram disponibilizados para streaming gratuito no site da CTV; os usuários registrados da iTunes Store canadense e norte-americana também podem comprar e baixar a temporada para reprodução em computadores domésticos e determinados iPods. A segunda trilha sonora dedicada a Degrassi, Music from Degrassi: The Next Generation, foi lançada em 9 de dezembro de 2008.
A produção ocorreu em Toronto, Ontário entre abril e dezembro de 2007. Além dos vinte e quatro episódios regulares, dois "episódios especiais" foram produzidos, não fazendo parte da continuidade do Degrassi. O primeiro, "Degrassi no Quênia", retratou os membros do elenco viajando para a África para ajudar na construção de uma escola. Foi ao ar em 18 de outubro de 2007 na MTV Canadá, e 14 de março de 2008 na The N. O segundo, "Degrassi of the Dead", foi um especial de Halloween, e contou com os personagens sendo transformados em zumbis. Foi ao ar em 26 de outubro de 2007 no The N, e quatro dias depois no CTV. Nos EUA, “Bust A Move Part 1 e 2” foram combinados para formar “Degrassi Spring Break Movie”.
A visualização dos números para a sétima temporada não foi tão alta quanto as temporadas anteriores; no décimo segundo episódio, os números caíram para 314.000 espectadores, uma queda de 46% em relação à estréia da temporada, assistida por 585.000 espectadores. Apesar da diminuição dos espectadores, no entanto, as avaliações para a temporada foram de elogios, ao invés de críticas.

## Elenco
A sétima temporada apresenta vinte atores que recebem o faturamento de estrelas com quatorze deles retornando da temporada anterior. Os membros do elenco que estão retornando incluem:
- Sarah Barrable-Tishauer como Liberty Van Zandt (12 episódios)
- Stefan Brogren como Archie "Snake" Simpson (12 episódios)
- Lauren Collins como Paige Michalchuk (7 episódios)
- Melissa DiMarco como Daphne Hatzilakos (14 episódios)
- Stacey Farber como Ellie Nash (9 episódios)
- Aubrey Graham como Jimmy Brooks (13 episódios)
- Shenae Grimes como Darcy Edwards (12 episódios)
- Jamie Johnston como Peter Stone (12 episódios)
- Shane Kippel como Gavin "Spinner" Mason (14 episódios)
- Mike Lobel como Jay Hogart (8 episódios)
- Miriam McDonald como Emma Nelson (18 episódios)
- Adamo Ruggiero como Marco Del Rossi (9 episódios)
- Cassie Steele como Manuela "Manny" Santos (17 episódios)
- Amanda Stepto como Spike Nelson (4 episódios)

Juntando-se ao elenco principal estão Charlotte Arnold, Paula Brancati e Mazin Elsadig como Holly J. Sinclair (11 episódios), Jane Vaughn (11 episódios) e Damian Hayes (7 episódios). Dalmar Abuzeid, Nina Dobrev e Marc Donato como Danny Van Zandt (13 episódios), Mia Jones (6 episódios) e Derek Haig (11 episódios) foram promovidos após recorrentes nas temporadas anteriores.
Os três atores da sexta temporada que não retornaram nesta temporada foram Deanna Casaluce como Alex Nuñez, Daniel Clark como Sean Cameron e Ryan Cooley como James Tiberius "J.T." Yorke, Jake Epstein como Craig Manning, Jake Goldsbie como Toby Isaacs e Melissa McIntyre como Ashley Kerwin. Todos deixaram a série, com exceção de Deanna Casaluce, que apareceu em dois episódios, e Daniel Clark e Jake Epstein, que ambos estrelaram mais tarde nesta temporada. Jake Goldsbie e Melissa McIntyre voltaram com recorrentes nesta temporada.
Retornando em seus papéis recorrentes são Scott Paterson como Johnny DiMarco, Steve Belford como Jesse Stefanovic, Linlyn Lue como a Sra. Kwan, e Jennifer Podemski como Sra. Sauve. Raymond Ablack, Marc Minardi e Samantha Munro são apresentados em papéis recorrentes como os antigos alunos do Lakehurst, Sav Bhandari, Lucas Valieri e Anya MacPherson. Nathan Stephenson também se junta à lista de membros do elenco recorrentes como Griffin, o novo companheiro de quarto no apartamento de Ellie, Marco e Paige.
Stacie Mistysyn, que interpretou Caitlin Ryan nas encarnações anteriores de Degrassi, bem como as temporadas de um a cinco de Degrassi: The Next Generation, é convidada no episódio oito, "Jessie's Girl". O décimo quarto episódio "Bust a Move, Part Two", que apresenta uma participação de Shirley Douglas como Professor Dunwoody da Smithdale University. O episódio vinte apresenta uma participação especial do fundador da Free the Children, Craig Kielburger, como ele próprio. A cantora pop inglesa Natasha Bedingfield aparece no final da temporada tocando suas canções "Unwritten" e "Pocketful of Sunshine" no baile de formatura.

## Equipe técnica
A temporada foi produzida pela Epitome Pictures em associação com a CTV. O financiamento foi concedido pelo The Canadian Film ou Video Production Tax Credit e pelo Crédito Fiscal de Cinema e Televisão de Ontário, o Canadian Television Fund e o BCE-CTV Benefits, o Shaw Television Broadcast Fund, o Independent Production Fund, o Mountain Cable Program e o RBC Royal Bank.
Linda Schuyler, co-criadora da franquia Degrassi e CEO da Epitome Pictures, foi produtora executiva da sétima temporada, assim como Stephen Stohn (presidente da Epitome Pictures) e Brendon Yorke. David Lowe atuou como produtor e Stefan Brogren como produtor co-criativo. Em vários episódios, James Hurst foi creditado como consultor executivo de criação. Vera Santamaria foi editora executiva de histórias, com Duana Taha atuando como editora de histórias. O editor foi Stephen Withrow, Stephen Stanley, o desenhista de produção, e os cineastas foram Gavin Smith e John Berrie.
Os roteiristas da sétima temporada são Emily Andras, Nicole Demerse, Brian Hartigan, Matt Huether, James Hurst, Aaron Martin, Kate Miles Melville, Vera Santamaria, Sara Snow, Duana Taha e Brendon Yorke.
Os diretores dos episódios incluem Phil Earnshaw, Sturla Gunnarsson, Eleanore Lindo, Graeme Lynch, Bruce McDonald, Stefan Scaini, Gilbert Shilton e Pat Williams.

## Episódios
| № na série | № na temporada | Título                         | Exibição original                              | Cód. de produção |
| ---------- | -------------- | ------------------------------ | ---------------------------------------------- | ---------------- |
| 120        | 1              | "Standing in the Dark"Part One | 14 de janeiro de 2008 5 de outubro de 2007     | 701              |
| 121        | 2              | "Standing in the Dark"Part Two | 21 de janeiro de 2008 5 de outubro de 2007     | 702              |
| 122        | 3              | "Love is a Battlefield"        | 19 de maio de 2008 12 de outubro de 2007       | 703              |
| 123        | 4              | "It's Tricky"                  | 28 de janeiro de 2008 19 de outubro de 2007    | 704              |
| 124        | 5              | "Death or Glory"Part One       | 4 de fevereiro de 2008 2 de novembro de 2007   | 705              |
| 125        | 6              | "Death or Glory"Part Two       | 11 de fevereiro de 2008 9 de novembro de 2007  | 706              |
| 126        | 7              | "We Got the Beat"              | 18 de fevereiro de 2008 16 de novembro de 2007 | 707              |
| 127        | 8              | "Jessie's Girl"                | 25 de fevereiro de 2008 8 de fevereiro de 2008 | 708              |
| 128        | 9              | "Hungry Eyes"                  | 3 de março de 2008 15 de fevereiro de 2008     | 709              |
| 129        | 10             | "Pass the Dutchie"             | 10 de março de 2008 22 de fevereiro de 2008    | 710              |
| 130        | 11             | "Owner of a Lonely Heart"      | 17 de março de 2008 29 de fevereiro de 2008    | 711              |
| 131        | 12             | "Live to Tell"                 | 24 de março de 2008 7 de março de 2008         | 712              |
| 132        | 13             | "Bust a Move"Part One          | 31 de março de 2008 4 de abril de 2008         | 713              |
| 133        | 14             | "Bust a Move"Part Two          | 7 de abril de 2008 4 de abril de 2008          | 714              |
| 134        | 15             | "Got My Mind Set on You"       | 14 de abril de 2008 11 de abril de 2008        | 715              |
| 135        | 16             | "Sweet Child o' Mine"          | 21 de abril de 2008 18 de abril de 2008        | 716              |
| 136        | 17             | "Talking in Your Sleep"        | 28 de abril de 2008 9 de maio de 2008          | 717              |
| 137        | 18             | "Another Brick in the Wall"    | 5 de maio de 2008 25 de abril de 2008          | 718              |
| 138        | 19             | "Broken Wings"                 | 12 de maio de 2008 11 de julho de 2008         | 719              |
| 139        | 20             | "Ladies' Night"                | 26 de maio de 2008 18 de julho de 2008         | 720              |
| 140        | 21             | "Everything She Wants"         | 2 de junho de 2008 11 de julho de 2008         | 721              |
| 141        | 22             | "Don't Stop Believin'"         | 9 de junho de 2008 25 de julho de 2008         | 722              |
| 142        | 23             | "If This Is It"                | 16 de junho de 2008 8 de agosto de 2008        | 723              |
| 143        | 24             | "We Built This City"           | 23 de junho de 2008 15 de agosto de 2008       | 724              |